# Steve Morison
Steven William "Steve" Morison, född 29 augusti 1983 i Enfield, England, är en walesisk fotbollstränare och före detta professionell fotbollsspelare (anfallare) som är tränare i Hornchurch. Han spelade tidigare för bland andra Millwall och Norwich City.

## Spelarkarriär
I januari 2013 köptes Morison av Leeds under transferfönstret i en bytesaffär mot Luciano Becchio. Han debuterade för Leeds den 9 februari 2013 mot Wolverhampton och gjorde sitt första mål för klubben några matcher senare, den 20 februari mot Blackpool FC.

## Tränarkarriär
Den 8 juni 2023 blev Morison anställd som tränare i Isthmian League Premier Division-klubben Hornchurch.